# 石蜜
石蜜又稱崖蜜、岩蜜，現在常稱為片糖，是指甘蔗汁经过太阳暴晒后而成的固体原始蔗糖。明李时珍《本草纲目》石蜜条：“石蜜，白沙糖也，凝结作饼块者为石蜜”。清张澍辑《凉州异物志》说：“石蜜非石类，假石之名也。实乃甘蔗汁煎而暴之，凝如石而体甚轻，故谓之石蜜”。
现在用于烹调的片糖，就是古时的“石蜜”。杜甫有《发秦州》诗：“充肠多薯蓣，崖蜜亦易求。”

## 譯語
漢譯佛典中譯作「石蜜」者，其印度原語為śarkarā或phāṇita：
- 《根有律藥事》「酥、油、糖、蜜、石蜜」，在藏本《根有律藥事》[3]的英譯本作「butter oil, oil, phāṇita, honey, and śarkarā」，酥為butter oil（梵語 sarpis），油為oil（梵語 taila），糖為phāṇita，蜜為honey（梵語 madhu），石蜜為śarkarā。又《瑜伽師地論》「石蜜汁」，梵語本作「śarkarārasaṁ」。
- 《善見律毘婆沙》「有九波夜提者，乞九種美食：一乳二酪三生酥四熟酥五油六蜜七石蜜八肉九魚，是名九種。」，在《巴利律藏》[4]中此九種為，一khīra，二dadhi，三navanīta，四sappi，五tela，六madhu，七phāṇita，八maṃsa，九maccha，石蜜為phāṇita。

## 原产地
《唐本草》说“石蜜出益州、西域”。根据季羡林考证，石蜜一词最早出现在汉代文献中；石蜜又称为“西极石密”或“西国石密”来自古印度。
世界各国“蔗糖”（英文：sugar，sucrose；德文Zucker；俄文Сахар）和中国古代的“西极石密”和“西国石密”都包含“sacca”字根，来自梵文śarkarā。说明蔗糖发原地是古印度，通过丝绸之路传入中国和世界各地。
印度製蔗糖的方法，是将甘蔗榨出甘蔗水晒成糖浆，用火煮练成为蔗糖块（śarkarā）。正是《凉州异物志》中所说：“石蜜....实乃甘蔗汁煎而曝之..谓之石蜜”。
梵文śarkarā又有“石”的含义。印度的“石”糖在汉代传入中国，汉代文献中的“石蜜”、“西极石蜜”、“西国石蜜”，指由西域入口的“石”糖；“石蜜”是梵文śarkarā的意译。

## 药性
北宋唐慎微《证类本草》石蜜条：“石蜜，乳糖也，味甘寒，无毒，主心腹热胀，口干渴”。又：“石蜜疗口疮”。

## 外部連結
- Sugar in the Vinayas （页面存档备份，存于）